# Амбър Рейн
Амбър Рейн (на английски: Amber Rayne) е американска порнографска актриса.

## Ранен живот
Родена е на 19 септември 1984 г. в град Детройт, щата Мичиган, САЩ и е от италиански, шотландски и индиански произход.
Учи в Калифорнийския държавен университет в Лос Анджелис и специализира в театрални изкуства и танци, а втората ѝ специалност е историята на изкуството.
Работи като статист в игрални филми и телевизионни предавания.
Умира, след като припада на 2 април 2016 г. в дома си в Лос Анджелис. В края на юни същата година следователи обявяват, че причината за смъртта на Рейн е случайно предозиране с дрога, примесено с алкохол.

## Кариера
Дебютира като актриса в порнографската индустрия през 2005 г.
През април 2015 г. официално обявява края на кариерата си като порноактриса.

## Награди
- 2009: AVN награда за невъзпята звезда на годината.[4]
- 2009: XRCO награда за невъзпята сирена.[5]